# Les Filles de Loth
 (août 2024).
Si vous disposez d'ouvrages ou d'articles de référence ou si vous connaissez des sites web de qualité traitant du thème abordé ici, merci de compléter l'article en donnant les références utiles à sa vérifiabilité et en les liant à la section « Notes et références ».

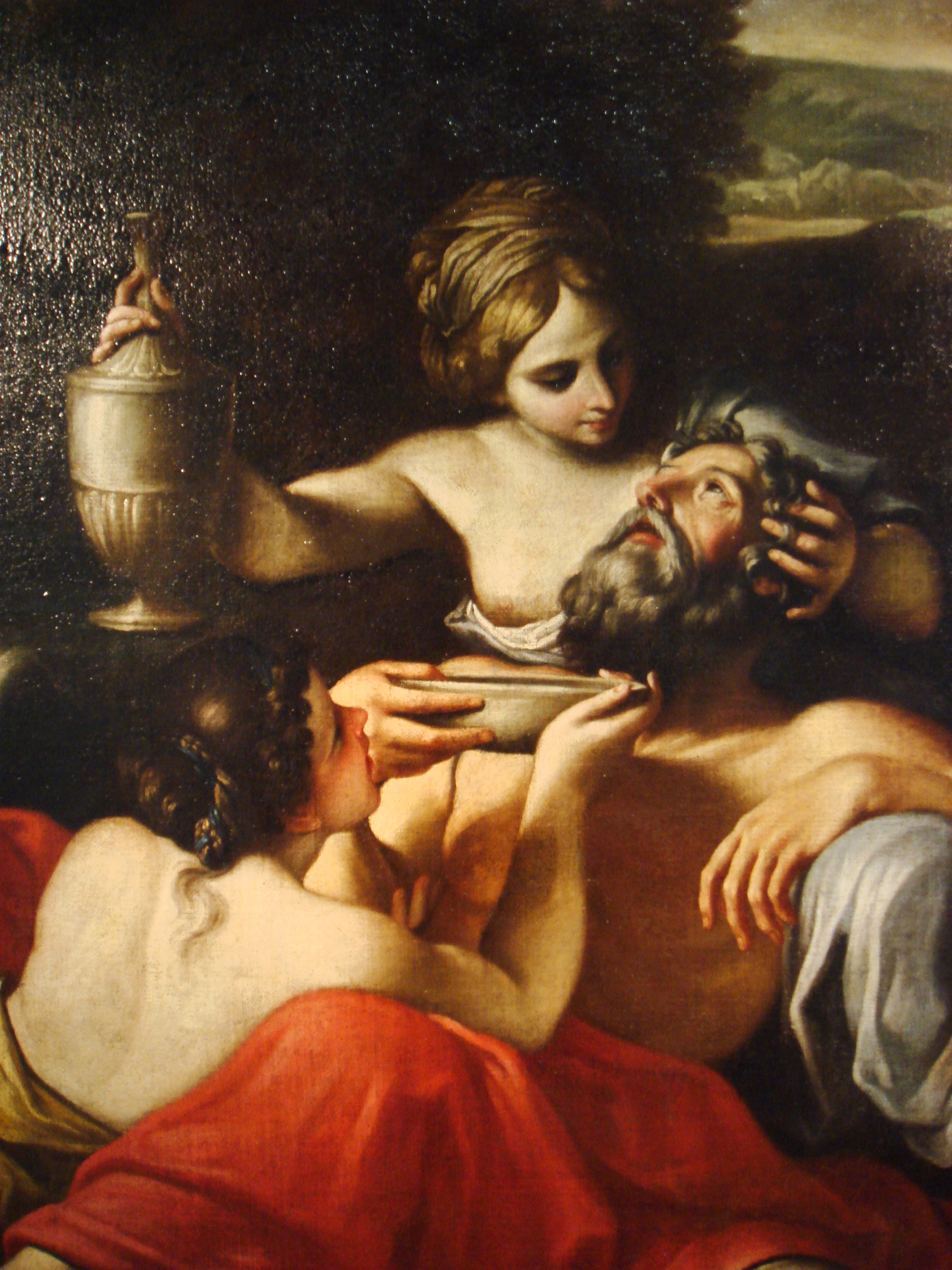
Les filles de Loth par Marcantonio Franceschini (XVIIe siècle, Musée national de Saint-Marin).

Les Filles de Loth est un poème d'inspiration biblique souvent attribué à Alfred de Musset. On assure au sujet de cette œuvre que George Sand avait promis son amour au poète qui produirait la poésie la plus obscène. Victor Hugo produisit un poème intitulé « Merde », et Musset « Les Filles de Loth ». Musset remporta le prix.

## Contexte
Les filles de Loth s'inspire du premier livre de l'Ancien Testament : la Genèse, chapitre XIX. Il y est dit que, voulant détruire les villes de Sodome et Gomorrhe, Dieu commande au neveu d'Abraham de fuir cette contrée sans se retourner avec sa femme et ses deux filles. Pendant la fuite, la femme de Loth regarde en arrière et devient une statue de sel. 
Dans la Bible, les filles de Loth sont seulement citées par les substantifs « les filles », « l'aînée » et « la plus jeune ». Les filles de Loth enivrent leur père et couchent avec lui pour conserver leur race.
Pour le poète, qui prénomme les filles Sarah et Agass, la raison première du coït incestueux est l'assouvissement du plaisir sexuel. Les deux sœurs s’amusent d’attouchements avant de se livrer à l'inceste paternel. L'acte incestueux, dans la Bible et dans le poème, est commis par la femme et non par l'homme, enivré et inconscient. La Genèse souligne l'irresponsabilité de l'homme : « il ne s'aperçut ni quand elle se coucha, ni quand elle se leva », comme le poète qui conclut par cet alexandrin : « Loth, en se réveillant n'avait rien vu, ni su ».

## Texte

### Les filles de Loth
Loth étendu dormait au fond d’une caverne.

Assises à côté d’une pâle lanterne,

Ses deux filles en pleurs se rappelaient tout bas

Les plaisirs de Sodome et ne s’endormaient pas.

L’aînée avait vingt ans, une figure altière,

L’œil noir et les cheveux rejetés en arrière.

La cadette était blonde, avait seize ans passés,

Des trésors sous la robe et des doigts exercés.

Vierges ? Vous devinez que filles de cet âge

N’ont pas quitté Sodome avec leur pucelage :

Elles avaient goûté du breuvage amoureux,

Leur soif insatiable avait fait des heureux.

Mais Sodome est détruite, elles pleurent sans cesse,

Non leur maison brûlée en un jour de détresse,

Mais les hommes perdus, puisqu’il n’en reste pas

Qui puissent désormais jouir de leurs appas.

Agar dit à sa sœur, la voyant désolée :

« Reprends courage, enfant, que ton âme éplorée

Retrouve quelque espoir. Tiens, déshabillons-nous,

Reprenons pour jouir un moyen simple et doux. »

Ainsi parlait l’aînée, et relevant sa robe,

Elle montre à sa sœur, avec un double globe,

Son ventre satiné, qui se termine en bas

Par un triangle brun recouvert de poils ras.

« Que faut-il faire, Agar ? — Du bout de ton doigt rose,

Chatouille-moi. — J’y suis. — Attends, je me repose.

M’y voici. — J’élargis les cuisses comme toi,

Rends-moi le même office, allons, chatouille-moi ! »

Et sous le doigt, que guide une amoureuse ivresse,

Le clitoris se dresse et palpite, et redresse.

Enfin, n’en pouvant plus et d’amour se pâmant,

Agar donne à sa sœur un vrai baiser d’amant.

Mais celle-ci lui dit : « Faisons mieux, ma charmante,

Remplaçons notre doigt, sur la place amusante,

Par une langue agile, et tu verras, ma sœur,

Que nos attouchements auront plus de douceur.

Que sur ton ventre, Agar, mollement, je me couche,

Mes lèvres à ton poil et ton poil à ma bouche.

Que nos corps enlacés se tordent et se roulent

Et que les sucs de l’homme en nos cuisses découlent. »

Aussitôt fait que dit, et bientôt ces doux jeux

Arrosent leur toison d’un liquide onctueux.

Mais ce foutre infécond ne rappelle les hommes

Que de vague façon. « Oh ! sottes que nous sommes !

Du plaisir, dit Agar, en voilà tant qu’il faut :

Mon père est vieux, c’est vrai, mais il est encore chaud,

Il doit raidir encor quand les filles sont belles,

C’est heureux qu’il n’ait point affaire à des pucelles

Mais il ne voudra pas, tant il est scrupuleux,

Nous passer la bouteille où jadis toutes deux

Avons puisé la vie, où jadis notre mère

Venait emplir ses flancs et ouvrir son cratère.

Tâchons de l’enivrer, il aime le bon vin,

Et s’il nous peut baiser, sauvons le genre humain.

Le bonhomme étant gris, la mémoire troublée,

Oubliant ses enfants et la ville brûlée,

Jette sur leurs appas des regards polissons,

Écoute en souriant les grivoises chansons

Que chantent sans pudeur les jeunes filles nues,

Dansant autour de lui des danses inconnues.

Chacune a mis sur sa figure un voile noir,

Loth, avec sa lanterne, admire sans savoir

À qui sont ces tétons dont la pointe frissonne,

Ces fesses de satin dont la blancheur rayonne.

Il se croit à Sodome et dans sa propre fille,

Ardent, il veut planter son bâton de famille,

Il cherche sous sa robe, Agar l’a prévenu,

Du ventre paternel elle saisit tout nu

Le bâton merveilleux qui féconde la femme,

Elle admire longtemps cet objet de sa flamme

Et puis continuant son œuvre chaste et pure,

Elle prend pour jouir la meilleure posture :

Elle tombe à genoux, découvre son cul blanc

En inclinant la tête. Et le vieux Loth brûlant

Approche et voit le trou : « Pousse fort, ô ma belle !

Dit-il, en enlaçant ses deux bras autour d’elle.

Agar, jouant du cul, hâtait le mouvement,

Car elle connaissait l’effet du frottement…

Elle se sent mouillée, et nulle jouissance

N’a pourtant de ses flancs assouvi l’espérance.

Un soupçon la saisit, elle porte la main

Je ne sais trop comment, par le plus court chemin :

C’est à recommencer, dit-elle à son vieux père.

Un ivrogne est bon coq, Loth reprend cette affaire.

Elle saisit sa queue qu’il lui laisse guider

À travers les replis qu’il devra traverser.

…Agar a tressailli et son ventre frissonne,

Les os en ont craqué, mais le vieux Loth s’étonne

À ces transports soudains, à ces cris inouïs :

« Qu’as-tu donc, ô ma fille ? — Oh ! va toujours, je jouis,

Car tu l’as enfoncé jusque dans la matrice.

— Si je m’en suis douté, que le ciel m’engloutisse !

Dit Loth, en soulevant un peu sa vieille épée,

Pour la faire rentrer plus forte et mieux trempée :

« Si nous recommencions ? » Agar dit à sa sœur :

« À ton tour de goûter la divine liqueur. »

La blonde toute nue, en écartant les cuisses,

Présente à son vieux père un nid plein de délices.

Quoique le père Loth finit péniblement,

Elle n’en jouit pas moins convenablement.

« Gloire au Dieu d’Israël ! dit-elle… J’ai conçu. »

Loth alors s’éveilla, n’ayant rien vu ni su.
— Alfred de Musset